# Egon Knopp
Egon Knopp (ur. 5 października 1876 w Lipawie, zm. 14 kwietnia 1933 w Rydze) – niemiecki prawnik i polityk, poseł na Sejm Łotwy (1920–1925). 

## Biogram
Urodził się w rodzinie urzędnika kolejowego. Ukończył gimnazjum w Lipawie oraz prawo na Uniwersytecie Petersburskim. Pracował jako prawnik w Lipawie i Rydze. Od 1920 do 1925 pełnił obowiązki przewodniczącego Lipawskiej Partii Jedności (Libauscher Einigungspartei). W 1920 wybrany posłem na Sejm Ustawodawczy, reelekcję uzyskał w 1922 (na Sejm I kadencji). 